# Brainville, Manche

Brainville este o comună în departamentul Manche, Franța. În 1 ianuarie 2022 avea o populație de 213 de locuitori.